# Hjelm Hede
Hjelm Hede er en delvist tilplantet smeltevandsslette med hedeområder der ligger ved den sydlige ende og østsiden af Stubbergård Sø og langs østsiden af Flyndersø, ca. 5 km sydøst for Sevel og ca. 10 sydvest for Skive i hhv. Skive og Holstebro Kommuner. 
Området omfatter i alt ca. 12 km², adskilt af Carl Moltkes Plantage i en nordlig og en sydlig del. Området ligger gennemsnitligt 20 m over havet, faldende mod sydvest.
Arealet er domineret af de åbne områder, der er fordelt mellem den flade hede mod nord og det kuperede overdrev mod syd. Der er fordybninger på hederne og i plantagerne, som er tørre dødishuller. Naboarealerne er overvejende landbrugsarealer.
Store dele af Hjelm Hede blev fredet i 1934; i 1967 blev fredningen udvidet til resten af Flyndersø-området. 
Hjelm Hede ligger i nationalt geologisk interesseområde nr. 64 Flyndersø-området, og er en del af Natura 2000-område 41: Hjelm Hede, Flyndersø og Stubbergård Sø.

## Eksterne kilder og henvisninger
1. ↑  Om fredningen på Danmarks Naturfredningsforenings websted
2. ↑  "Natura 2000-område nr. 41". Arkiveret fra originalen 3. september 2012. Hentet 17. marts 2013.

56°30′19.2″N 8°55′22.65″Ø / 56.505333°N 8.9229583°Ø